# 索尼Cyber-shot

Sony Cyber-shot商標

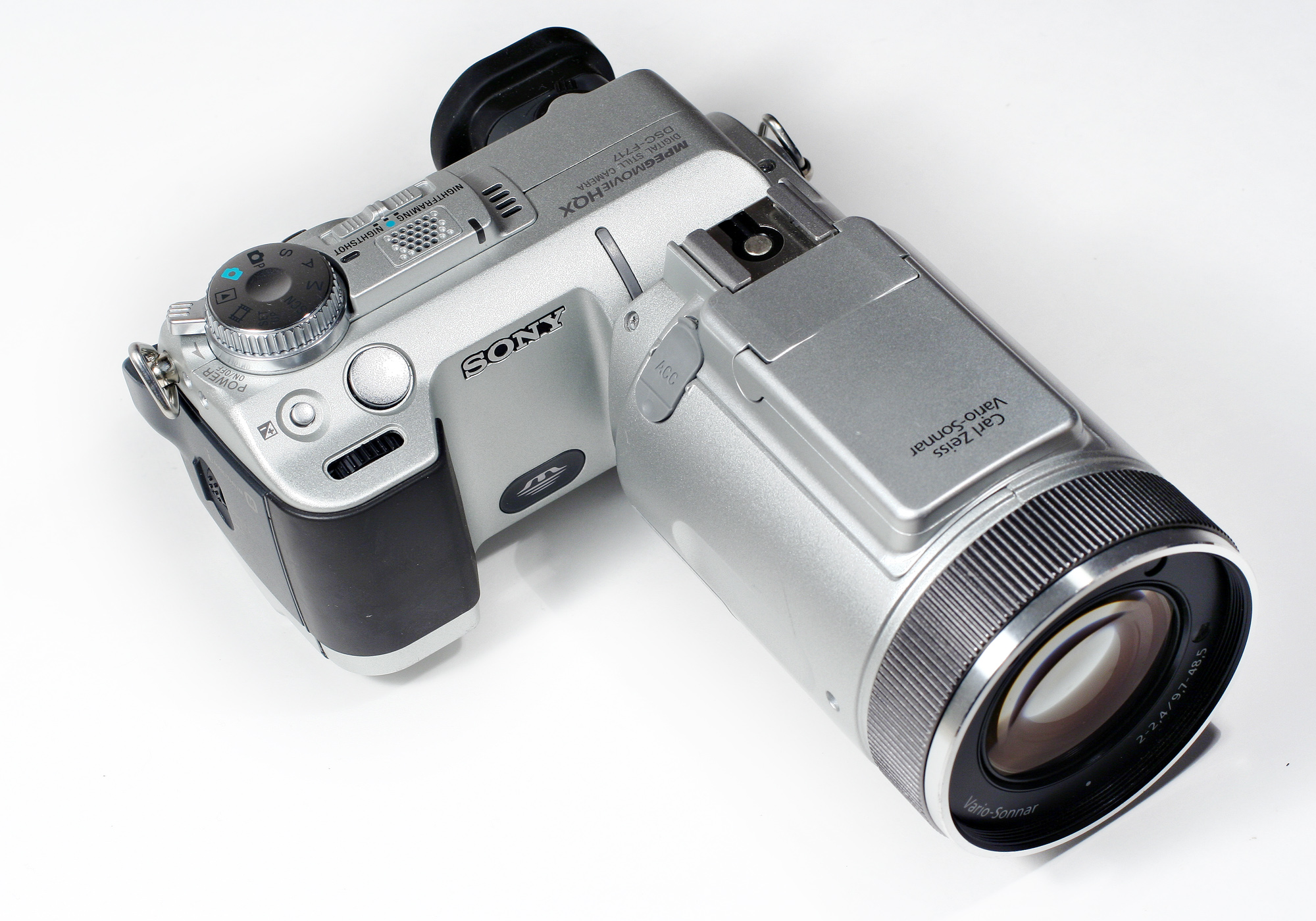
Sony Cyber-shot DSC-F717

Cyber-shot，是Sony公司的一个數位相機品牌。
Sony自1997年发布该系列首款产品——第一台Cyber-shot F1至今，配合自身在硬體領域上的優異技術與卓越的CCD感光元件，加之搭載德國卡爾·蔡司（Carl Zeiss）镜头，目前在全球消費性數位相機市场的占有率排名第二，並和尼康、佳能、富士、柯達並列數位相機五大品牌。
Cyber-shot在台灣以「每個人都有自己的Cyber-shot」为设计理念，而在中國大陸以「自有我主張」为设计理念，都是強調個人風格的行銷策略。另外，2006年開始，Sony Ericsson開始販賣以此為副品牌的Sony Ericsson K800i。

## Cyber-shot共同特點
- 大部份的機種都搭載德國卡爾·蔡司（Carl Zeiss）鏡頭或Sony G鏡頭
- 大部份的機種都搭載Sony自行開發「Super HAD CCD」感光元件
- 大部份的機種都使用Memory Stick記憶卡
- 搭載Sony自行開發「Real Imaging Processor」真實影像處理器
- 2007年起，Cyber-shot將全面搭載α專屬「BIONZ Processor」、支援靜態高畫質傳輸的HD 1080i技術
- 2009年起，Cyber-shot錄影規格全面提升為1280 x 720P MPEG-4格式（DSC-HX1除外）
- 2009年起，Cyber-shot將全面搭載「iSCN」智慧模式
- 2010年起，Cyber-shot將全面支援MS記憶卡和SD記憶卡（含SDHC）雙介面
- 2012年起，Cyber-shot專業級相機（RX系列）推出，搭配1寸Exmor CMOS（Sony RX100）及35mm全片幅CMOS (Sony RX1)

## 產品系列
- 主機正確資訊可參閱[1]

### 專業級
自2006年7月起，索尼推出DSLR品牌-α（Alpha），Cyber-Shot專業級產品線一度停产。到2012年，随着RX100与RX1的发布，专业级产品线也非正式宣告回归。

#### R系列 / RX系列
- Cyber-Shot R1

2005年9月，索尼发布R1，採用了DSLR同等級的APS-C尺寸CMOS感光元件，並搭配了Carl Zeiss Vario-Sonnar T* 鍍膜鏡頭的高倍變焦（等效135上24-120mm焦距）機種。
推出次年的2006年，索尼接手Minolta AF系统，开始将重心放在自己的可换镜头系统SONY α上。该机也成R系的唯一一台机器。
- Cyber-Shot RX100

2012年6月，Sony發佈了DSC-RX100，以消费级便携机中少见的1寸感光件作為賣點，二千萬像素，搭配優質超大光圈F1.8卡爾·蔡司（Carl Zeiss Vario-Sonnar T*）鏡頭，鏡頭6群7枚，內含為非球狀鏡片及AA鏡片，有效焦距為28mm-100mm。Sony DSC-RX100
內建彈跳式的閃光燈及3吋122.9萬畫素LCD螢幕（White Magic技術），支援1920 x 1080 @ 50p AVCHD立體聲錄影，感光度範圍ISO 125 - 6400，可擴張至ISO 80、100及12800、25600。絕大部份Sony研發的技術都搭配在內，包括HDR、全景拍攝、多框除雜訊、藝術模式及智慧型人像構圖等，亦可拍攝RAW檔案供後期製作。雖然它列入Cyber-shot系列，但實際上一點Cyber-shot的影子都沒有，甚至連系統logo都沒有出現Cyber-shot等字眼，僅在機身上刻有Cyber-shot DSC-RX100字樣，其操作界面與Sony Alpha系統相約。
RX100在业界获得好评，时代杂志将其选为2012年50佳发明；同时市场上获得巨大成功。索尼为该机型推出了数代后续机型。

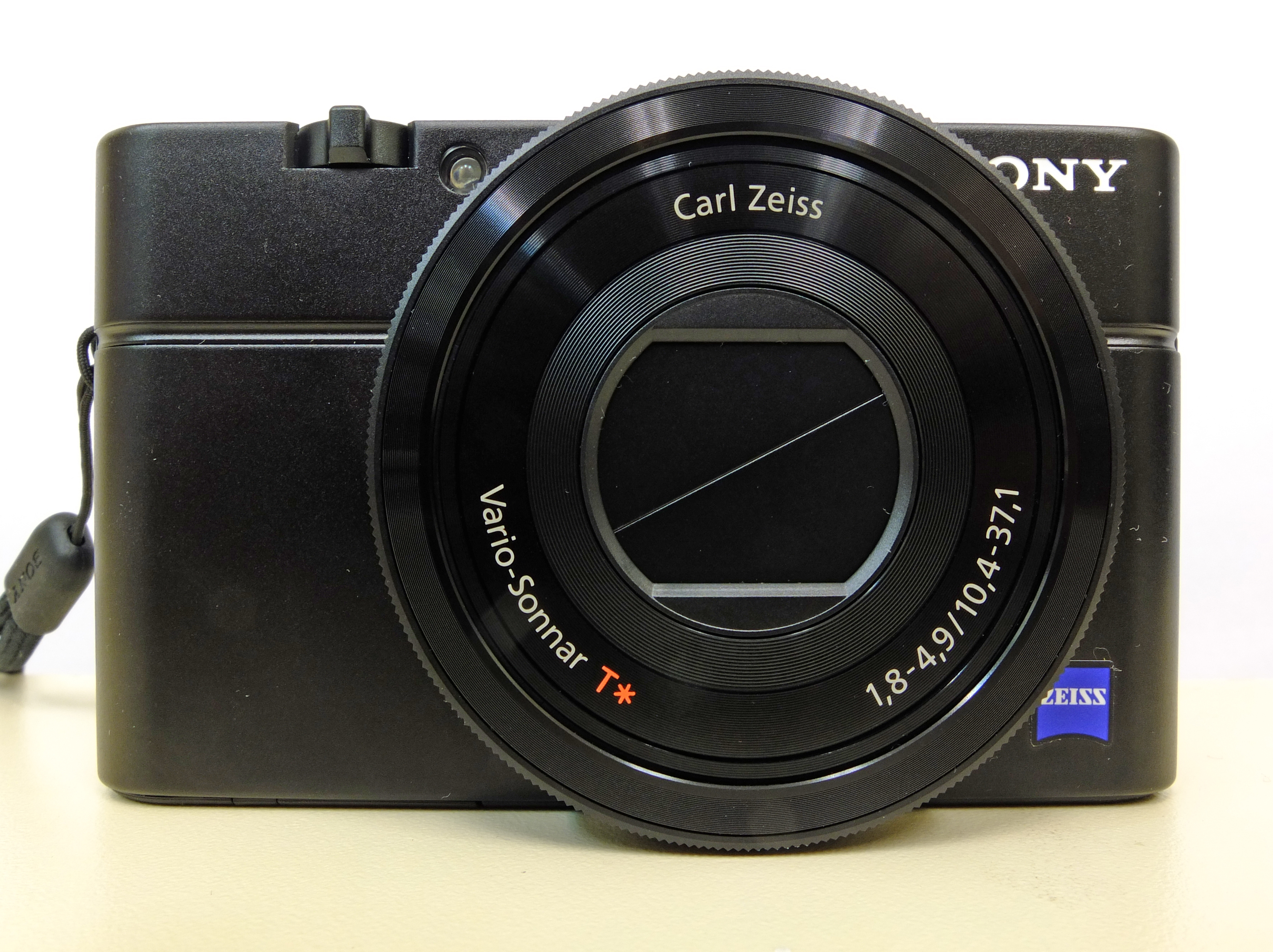
DSC-RX100
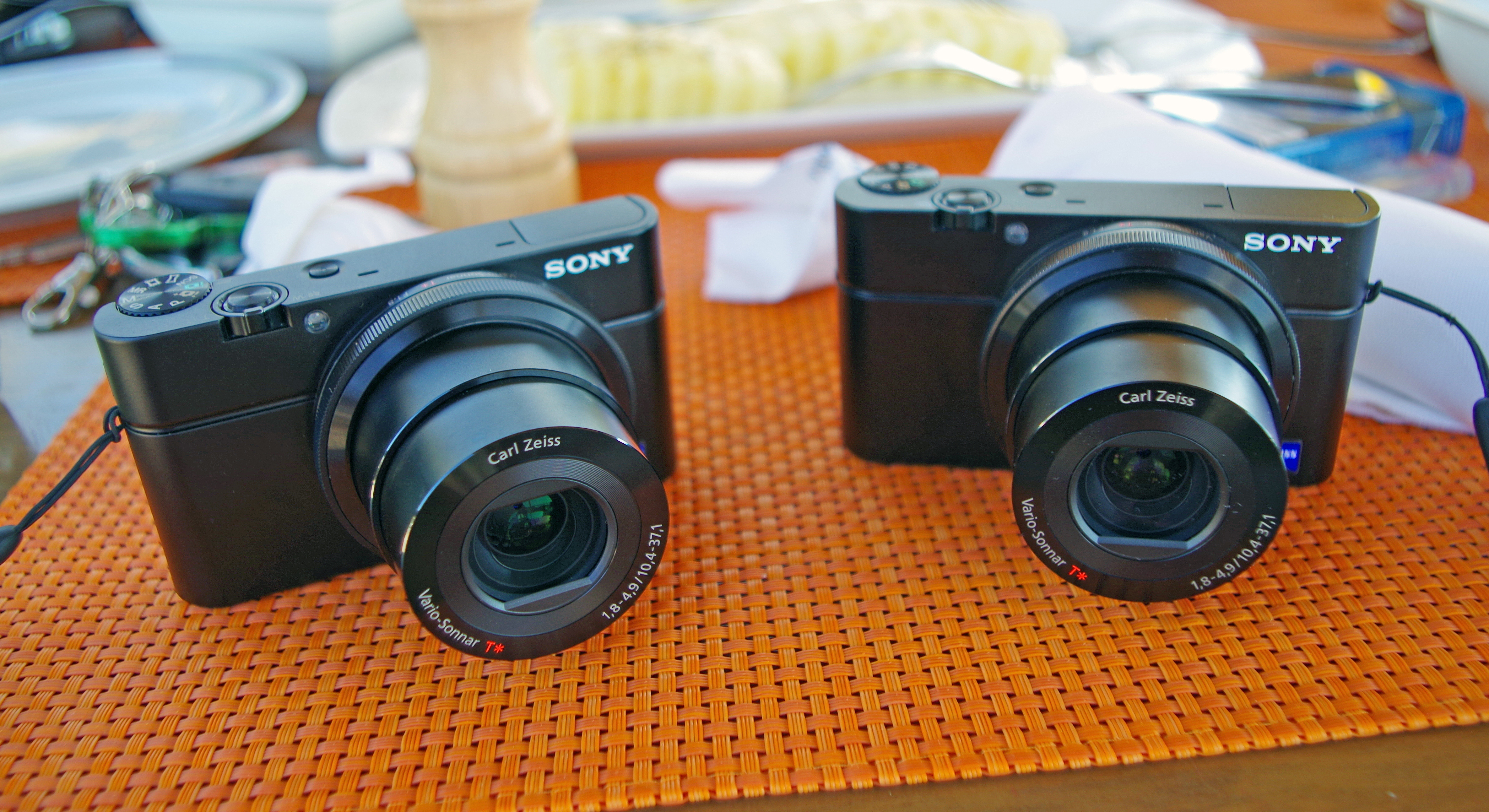
两台RX100
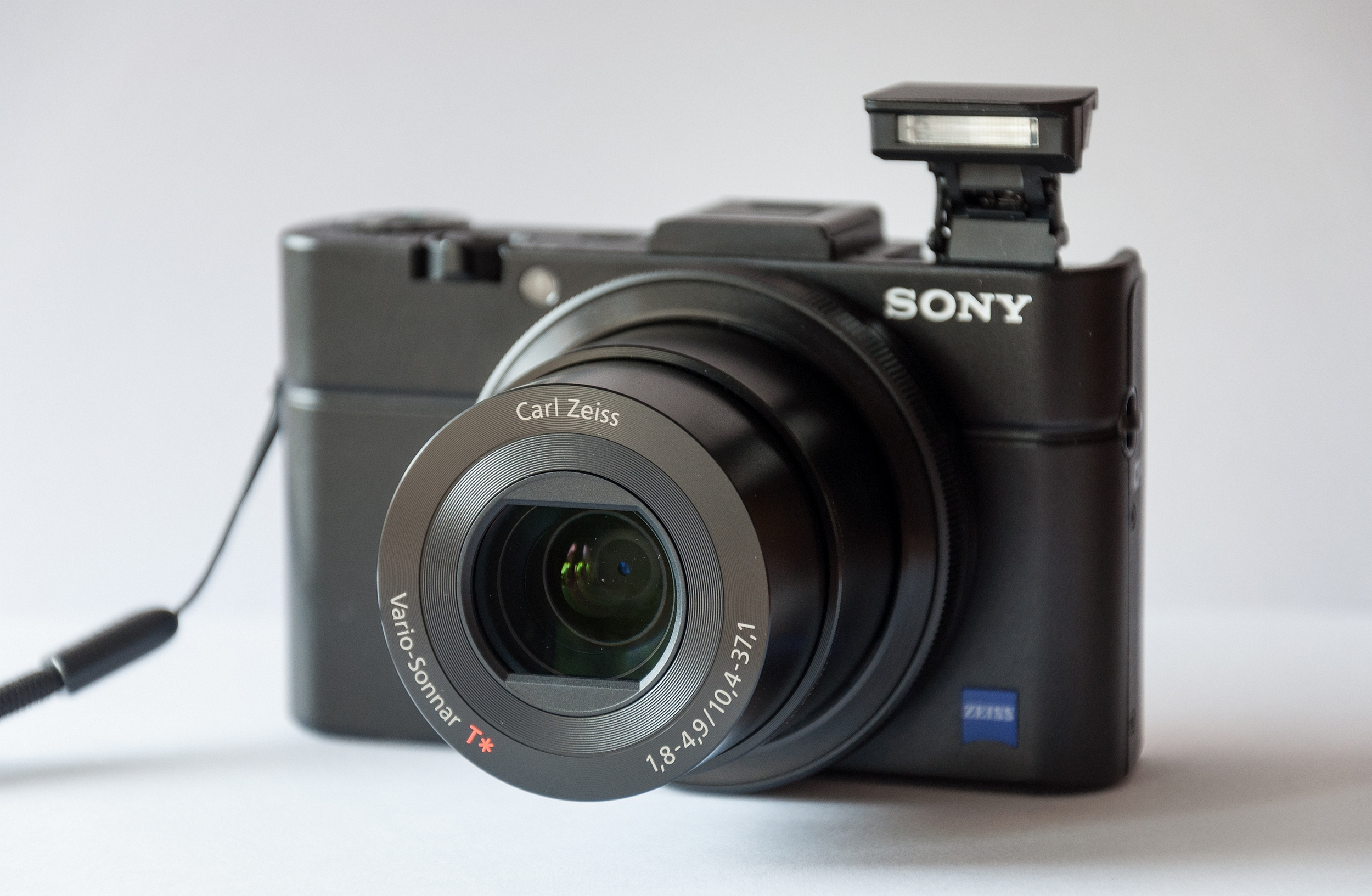
RX100 II
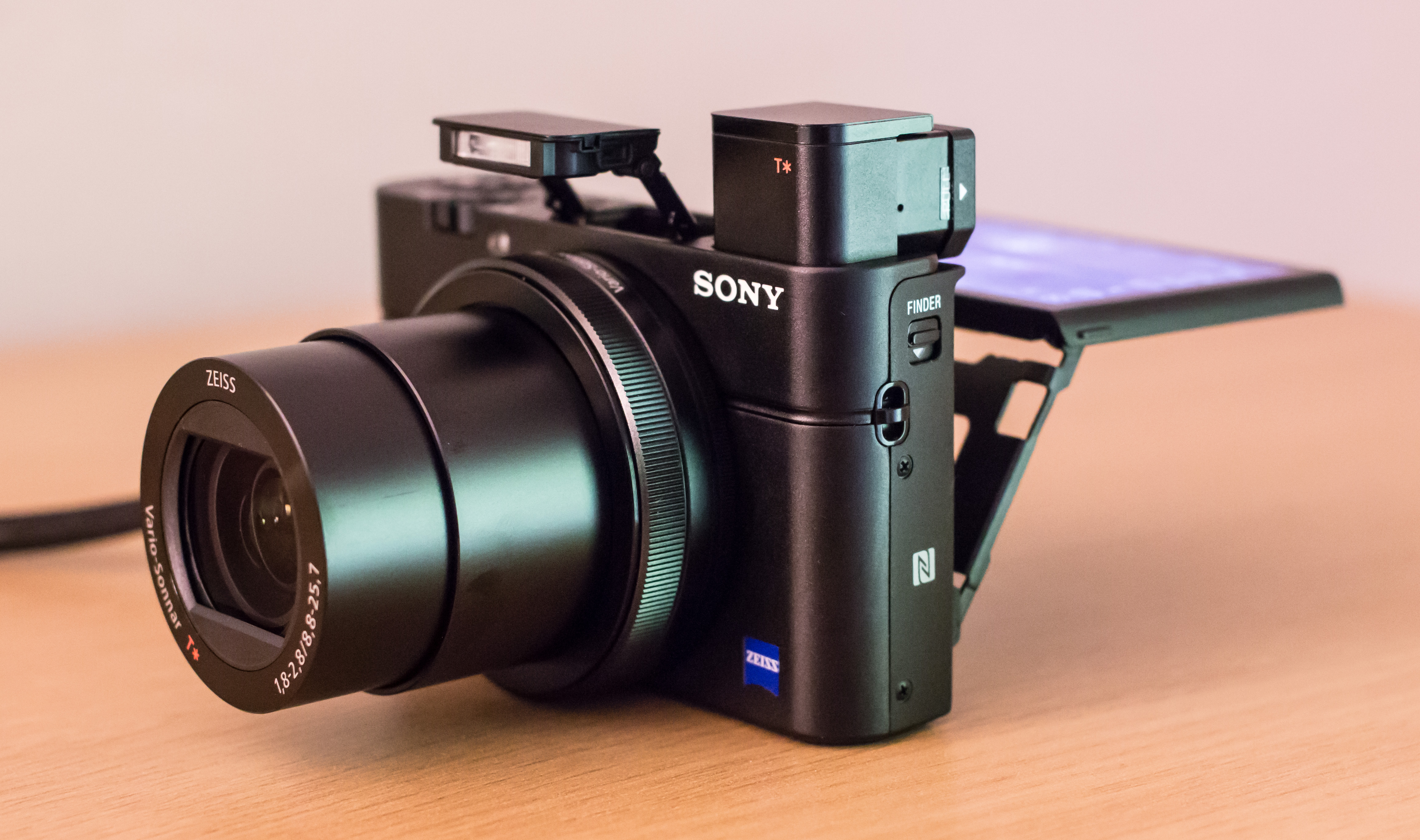
RX100 III

- Cyber-Shot RX1

2012年9月14日，索尼发布全新的DSC-RX1全画幅数码相机。使用了一块2430万像素的全画幅传感器，搭配卡尔·蔡司35mm F2.0镜头。稍后发布了去除低通滤镜的RX1R机型。

#### F系列（停產）
強調高清晰的畫質及採用Carl Zeiss Vario-Sonnar鍍膜鏡頭且配備機身可調整角度的設計
- 2000年6月－F505V
- 2001年10月－F707
- 2002年10月－F717
- 2003年12月－F828（此機採用Carl Zeiss Vario-Sonnar T*鍍膜鏡頭）

#### V系列（停產）
- 2003年5月－V1
- 2004年10月－V3

### 消費型

#### H系列
可手動光圈、快門高倍變焦機種

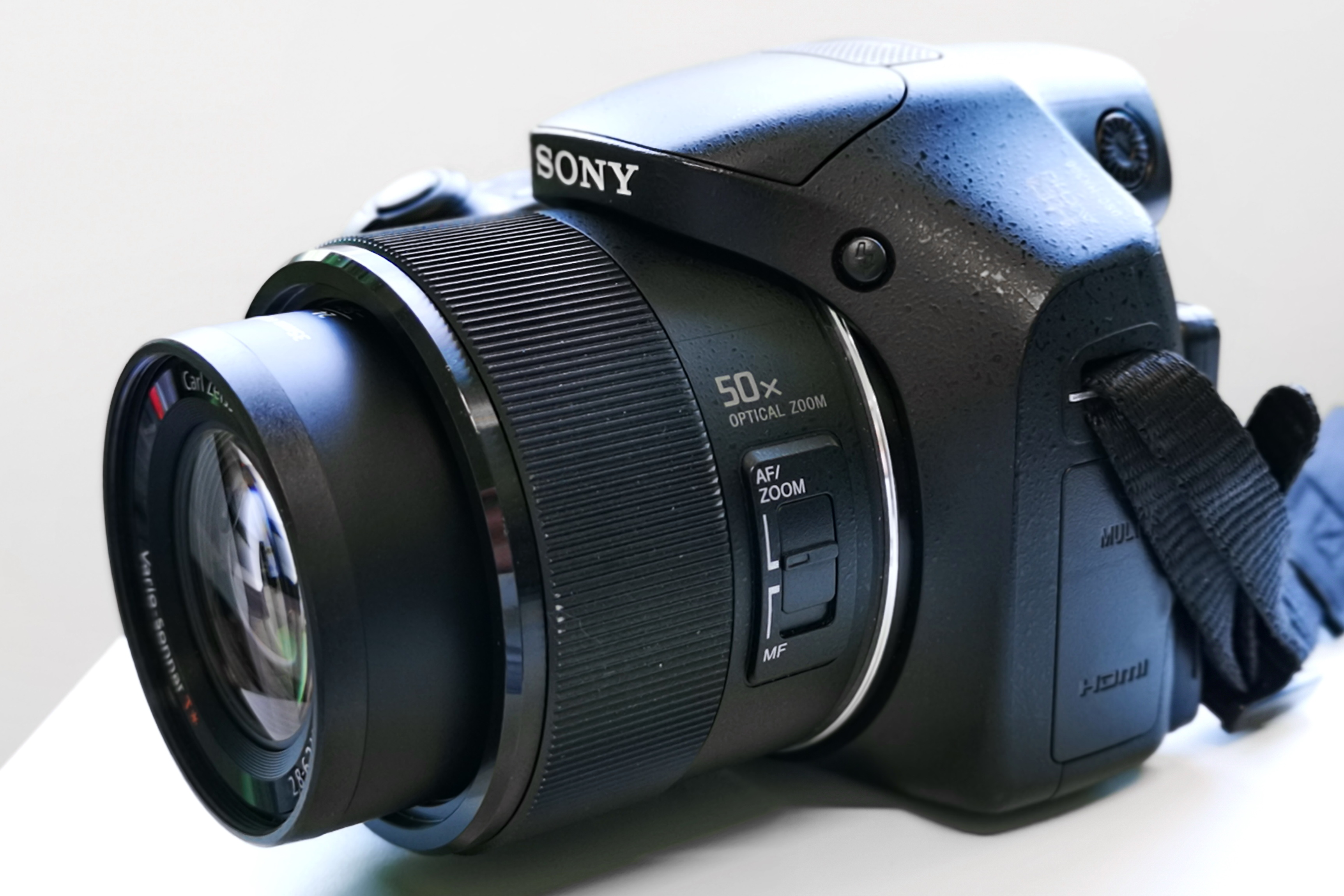
搭載50x望遠卡爾蔡司Vario-Sonnar T* 鏡頭的Sony Cyber-shot DSC-HX300

- 2005年6月－H1（此機採用SONY自製鏡頭，停產）
- 2006年3月－H2、H5（停產）
- 2007年3月－H7、H9（停產）
- 2007年10月－H3、H10（停產）
- 2008年5月－H50（停產）
- 2009年4月－H20（停產）
- 2009年4月－HX1（採用Sony全球知名之光學技術的新「G Lens」鏡頭且具備1440x1080 30fps [MPEG-4 AVC/H.264格式]的高畫質錄影能力）
- 2010年7月－HX5V（內建GPS攝影時點記錄功能與電子羅盤）
- 2011年5月－HX7V、HX9V、HX100V

#### S系列
低價格的入門機型
- 2001年－S30、S50、S70、S85（停產）
- 2005年－S40、S60、S90（停產）
- 2006年－S600（停產）
- 2008年1月－S730、S750、S780（停產）
- 2009年4月－S980

#### T系列
超薄時尚機型，TX系列採用Exmor R CMOS感光元件
- 2003年12月－T1（停產）
- 2004年4月－T11（停產）
- 2004年10月－T3、T33（停產）
- 2005年4月－T7（停產）
- 2005年9月－T5（停產）
- 2005年11月－2006年8月－T9（停產）
- 2006年5月－T30（停產）
- 2006年8月－T10、T50（停產）
- 2007年3月－T20、T100（停產）
- 2007年9月－T70、T200（使用觸碰式螢幕，停產）
- 2007年11月－T2（使用觸碰式螢幕且內建4GB記憶體，停產）
- 2008年3月－T300（使用觸碰式螢幕，停產）
- 2008年8月－T500（使用觸碰式螢幕且具備720P[MPEG-4 AVC/H.264格式]的高畫質錄影能力，但無搭載BIONZ Processor，停產）
- 2008年8月－T77、T700（使用觸碰式螢幕且內建4GB記憶體，停產）
- 2009年3月－T90、T900（使用觸碰式螢幕且具備720P[MPEG-4 AVC/H.264格式]的高畫質錄影能力，停產）
- 2009年9月－TX1（此機採用Exmor R CMOS感光元件）
- 2010年1月－TX7（支援SD記憶卡）
- 2010年3月－TX5（防水型）
- 2010年9月－TX9（3D全景扫描功能）
- 2010年10月－T99
- 2011年4月－TX100V
- 2011年5月－T110
- 2011年6月－TX10
- 2011年10月－TX55

#### J系列
- 2011年4月－J10

#### W系列
接替P系列，訴求最佳價格導向、效能導向的實用機型

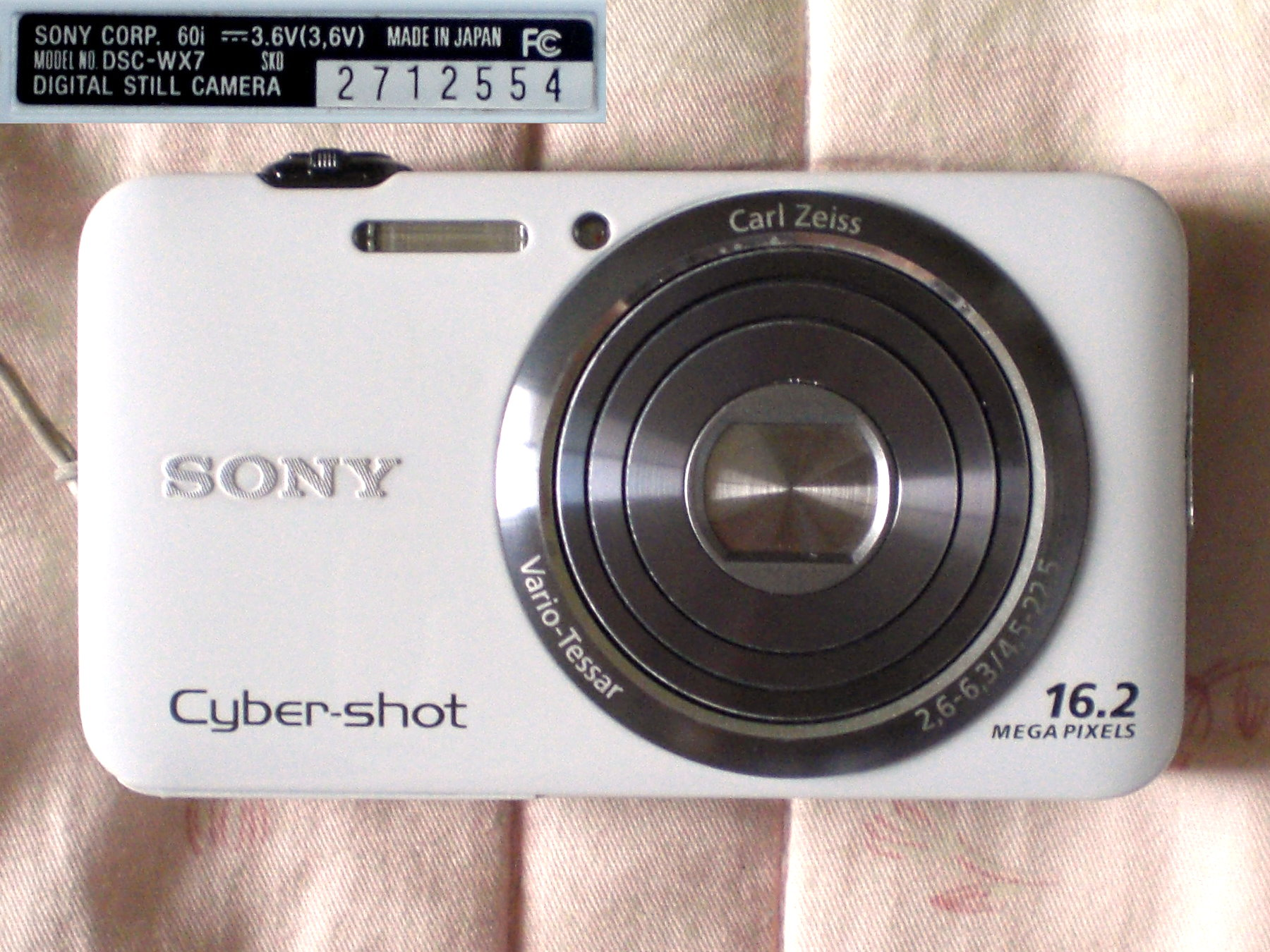
DSC-WX7

- 2004年5月－W1（停產）
- 2005年3月－W5、W7（停產）
- 2006年－W30、W50、W70、W100（停產）
- 2007年－W35、W55、W80、W90、W200（停產）
- 2008年－W110、W120、W130、W150、W170、W300（停產）
- 2009年4月－W230、W270、W290（停產）
- 2009年10月－WX1（此機採用Exmor R CMOS感光元件）
- 2010年1月－W320、W350、W380（支援SD記憶卡）
- 2010年9月－WX5
- 2011年1月－W530、W570
- 2011年6月－WX7、WX10
- 2011月10月－WX30

#### G系列
採用3.5吋230ppi大型顯示器及無線傳輸（DLNA&WI-FI）功能的相機
- 2007年3月－G1（內建2GB記憶體，停產）
- 2009年1月－G3（內建4GB記憶體，停產）

#### F系列（停產）
可旋轉式鏡頭機型
- 1997年－F1
- 2000年－F55
- 2002年－F77、FX77、F77A
- 2004年7月－F88

#### L系列（停產）
U系列後續，小機身、變焦等功能
- 2004年12月－L1

#### M系列（停產）
45度旋轉機身與Mpeg4錄影功能
- 2004年12月－M1
- 2005年9月－M2

#### N系列（停產）
配備大尺寸觸碰式螢幕，並可半手動式調整、光圈快門機型
- 2005年11月－N1
- 2006年10月－N2

#### P系列（停產）
訴求最佳效能的基本款機型
- 2001年－P1、P3、P5（三台皆採用SONY自製鏡頭）
- 2002年－P2、P7、P9（三台皆採用SONY自製鏡頭）
- 2003年－P8、P10、P72（三台皆採用SONY自製鏡頭）
- 2004年－P100、P150（兩台皆採用Carl Zeiss Vario-Sonnar鍍膜鏡頭）
- 2005年4月－P200、P41、P73、P93（只有P200採用Carl Zeiss Vario-Sonnar鍍膜鏡頭）

#### U系列（停產）
2002－2003年推出以迷你機身為主，無變焦功能。俗稱「壽司機」的U系列
- U10 U20 U30 U40-基本型
- U50-可旋轉式
- U60-防水型

### Sony Ericsson Cyber-shot系列手機
- 2006年7月－K800i
- 2007年2月－K550i
- 2007年4月－K550im
- 2007年5月－K810i
- 2007年10月－K770i K850i
- 2008年－C902 C702 C905
- 2009年－C510 C901 C903

## 爭議問題

### 感光元件召回事件
- 2005年10月3日，Sony製造之影像感測器（或稱CCD）、且其LCD液晶顯示螢幕或是電子觀景窗在拍攝模式下出現影像扭曲或沒有影像之特定數位相機，提供保固外的免費維修服務，型號為DSC-P2;DSC-P31;DSC-P32;DSC-P7;DSC-P71;DSC-P72;DSC-P8;DSC-P92;DSC-P10;DSC-U10;DSC-U20;DSC-U30;DSC-U60;DSC-V1;DSC-F717;MVC-FD100;MVC-FD200;MVC-CD250;MVC-CD400;MVC-CD500。[4]

- 2006年11月24日，Sony製造之影像感測器（或稱CCD）、且其LCD液晶顯示螢幕或是電子觀景窗在拍攝模式下出現影像扭曲或沒有影像之特定數位相機，提供保固外的免費維修服務。在經過持續的觀察與追蹤之後我們發現，特別是在具備高溫潮濕氣候條件的地區，除了去年公告中所涵蓋的產品型號，另外有8款數位相機，也有發生上述症狀的可能性。因此，我們決定針對這些特定型號產品擴大提供保固外的免費維修服務，型號為DSC-T1;DSC-T11;DSC-T3;DSC-T33;DSC-U40;DSC-U50;DSC-F88;DSC-M1。[5]

### DSC-T5底部外殼召回事件
- 2007年8月2日，Sony公司最近發現，有極少數於2005年9月份上市的Cyber-shot DSC-T5數位相機，其機身底部外殼的金屬鍍層可能發生外翹的現象，使用者若直接碰觸此處不排除有輕微劃到或刮到皮膚的可能，Sony公司將免費提供特定序號的T5相機底殼更換服務。

- [台灣可能受影響的產品序號]5380001 - 5444850[6]
- [日本可能受影響的產品序號]3010001～3081200[7]

### DSC-T20機身震動召回事件
- 2008年7月17日，Sony公司最近發現，因為少數Cyber-shot DSC-T20數位相機鏡頭在製造過程中發生問題，造成極少部分的相機可能會出現開機時機身震動、影響拍攝的情況。為了追求更高品質的客戶滿意與服務，Sony公司將針對出現上述狀況的DSC-T20提供免費維修服務。[8]